# Machina II/The Friends & Enemies of Modern Music
MACHINA II/Friends and Enemies of Modern Music er et et opsamlingsalbum udgivet udelukkende via internettet af Smashing Pumpkins den 9. september 2000. Det indeholder 25 sange, der blev til overs fra indspilningerne af forgængeren MACHINA/the Machines of God. Det var det første album nogensinde, der blev udgivet gratis udelukkende via internettet.
MACHINA II blev udgivet af Smashing Pumpkins gennem deres eget pladeselskab, Constantinople Records. Udgivelsen bestod af tre ep'er (11 sange i alt) og en lp (14 sange). Den blev trykt i 25 eksemplarer og givet til venner af bandet med beskeden om at distribuere albummet via internettet til fans. MACHINA II er endnu ikke udgivet kommercielt, men Smashing Pumpkins regner med at genudgive albummet i 2013 sammen med MACHINA/The Machines of God.
Eftersom der kun er lavet 25 eksemplarer af MACHINA II, er de originale plader meget værd. I 2005 blev et originalt eksemplar af udgivelsen sat til salg på eBay. Auktionen blev mødt med massiv medieomtale og tiltrak opmærksomhed blandt mange Smashing Pumpkins-fans. Da buddene begyndte at overstige 10.000 amerikanske dollar (cirka 60.000 danske kroner), blev udgivelsen fjernet fra websitet, og intet salg fandt sted. 

## Skæringsliste

### EP 1
1. "Slow Dawn"
2. "Vanity"
3. "Saturnine"
4. "Glass' Theme" (spacey)

### EP 2
1. "Soul Power"
2. "Cash Car Star" (alt.)
3. "Lucky 13"
4. "Speed Kills"

### EP 3
1. "If There Is a God" (piano)
2. "Try, Try, Try" (alt.)
3. "Heavy Metal Machine" (alt. mix II)

### LP
1. "Glass' Theme"
2. "Cash Car Star"
3. "Dross"
4. "Real Love"
5. "Go"
6. "Let Me Give the World to You"
7. "Innocence"
8. "Home"
9. "Blue Skies Bring Tears" (heavy)
10. "White Spyder"
11. "In My Body"
12. "If There Is a God" (full band)
13. "Le Deux Machina" (synth)
14. "Here's to the Atom Bomb" (alt.)

De fleste sange er skrevet af Billy Corgan. "Go" er skrevet af James Iha, mens "Soul Power" oprindeligt er indspillet af James Brown.

## Baggrund
Mod slutningen af indspilningerne til bandets femte album, MACHINA/the Machines of God, blev det Billy Corgans ønske at udgive materialet som et dobbeltalbum, men grundet det skuffende salg af bandets fjerde album, Adore, ville Virgin Records ikke være med til den idé. I februar 2000 udgav pladeselskabet MACHINA/the Machines of God, og det resulterede i et endnu mere skuffende salg. Da MACHINA er et konceptalbum og sangene, heriblandt også de sange, der ikke kom med på MACHINA, er bundet sammen af The Story of Glass and June, ønskede Billy Corgan herefter at udgive et andet album separat. Dette ville Virgin Records heller ikke være med til, og derfor besluttede Smashing Pumpkins at udgive materialet gratis via internettet.

## Promovering
Smashing Pumpkins spillede sangen Cash Car Star live hos Jay Leno i november 2000. Leno nævnte, at det var bandets sidste tv-optræden, og at man kunne downloade albummet på internettet. Det var en speciel optræden, fordi Cash Car Star ikke var nogen single, og man kunne ikke købe MACHINA II i butikkerne. Grundet den alternative udgivelsesmetode undlod mange anmeldere at kommentere på udgivelsen.

## DownloadMACHINA II
MACHINA II kan hentes gratis fra en række forskellige websider: 
- Smashing Pumpkins' officielle hjemmeside Arkiveret 19. oktober 2007 hos  Wayback Machine
- Billy Corgans hjemmeside
- ThePumpkins.net Arkiveret 26. oktober 2007 hos  Wayback Machine
- Metro Chicago Arkiveret 10. januar 2006 hos  Wayback Machine
- Archive.org
- SPIFC.org